# Roanoke megye (Virginia)
Roanoke megye az Amerikai Egyesült Államokban, azon belül Virginia államban található. Megyeszékhelye Salem, legnagyobb városa Vinton. Lakosainak száma 96 929 fő (2020. április 1.). Roanoke megye Botetourt, Bedford, Franklin, Floyd, Montgomery és Craig megyékkel, valamint Roanoke és Salem megyei jogú városokkal határos.

## Népesség
A megye népességének változása:
| Lakosok száma | 92 483 | 92 964 | 92 932 | 93 524 | 94 409 | 96 929 |
|               | 2010   | 2011   | 2012   | 2013   | 2015   | 2020   |